# Hilde Konetzni
Hilde Konetzni (* 21. März 1905 in Wien, Österreich-Ungarn; † 20. April 1980 ebenda; auch Hilde oder Hilda Koneczny) war eine österreichische Opernsängerin (lyrisch-dramatischer Sopran).

## Leben
Hilde Konetzni wurde durch ihre Schwester Anny Konetzni, die ebenfalls Sängerin war, entdeckt. Nach ihrer Ausbildung am Neuen Wiener Konservatorium bei Rudolf Nilius u. a. debütierte sie 1929 am Stadttheater von Chemnitz als Sieglinde in der Walküre, während ihre Schwester Anny die Rolle der Brünnhilde sang. In Prag setzte sie ihr Studium noch bei Ludmilla Prohaska-Neumann fort.
In der Spielzeit 1931/32 war sie am Stadttheater von Gablonz engagiert und ging 1932 an das Deutsche Theater nach Prag, wo sie bis 1935 blieb und Opernrollen des jugendlich-dramatischen Fachs und des dramatischen Sopran-Fachs übernahm. Erfolge feierte sie mit den Rollen der Leonore (Der Troubadour) und der Agathe (Der Freischütz). 1936 sang sie in der deutschsprachigen Erstaufführung von Janáčeks Katja Kabanowa die Titelpartie.
1936 wurde sie an die Wiener Staatsoper verpflichtet, deren festes Ensemblemitglied sie bis 1959 war, als ihr Engagement von Operndirektor Karl Böhm aufgelöst wurde. Danach war sie wieder von 1963 bis 1973 Mitglied des Hauses am Ring. Hier debütierte sie als Elisabeth im Tannhäuser. Zusammen mit ihrer Schwester Anny Konetzni zählte sie zu den Spitzen des Staatsopern-Ensembles. Die Schwestern Konetzni standen 1944 beide in der Gottbegnadeten-Liste des Reichsministeriums für Volksaufklärung und Propaganda.
Konetzni trat 1936, 1939 und 1941 bei den Salzburger Festspielen auf und sang dort die Donna Elvira in Don Giovanni, 1937 die Chrysothemis in Elektra und die Erste Dame in der Zauberflöte
, 1938 die Leonore in Fidelio und die Elisabeth in Tannhäuser und 1939 die Agathe im Freischütz. Zu ihren besonderen Glanzrollen gehörte die Marschallin im Rosenkavalier, die sie von 1937 bis 1939 und nochmals 1946 darstellte und die sie auch an der Wiener Oper zwischen 1947 und 1960 in 40 Aufführungen verkörperte. 
Am 16. August 1961 wirkte sie in Salzburg in der Uraufführung des Oper Das Bergwerk zu Falun von Rudolf Wagner-Régeny in einer kleinen Rolle mit. 1940 sang sie an der Hamburger Staatsoper in der deutschen Erstaufführung von Fried Walters Königin Elisabeth. 1938 gastierte sie bei den Festspielen von Glyndebourne als Donna Elvira; sie war an der Mailänder Scala (1950 als Sieglinde und als Gutrune im Ring-Zyklus unter Wilhelm Furtwängler; 1951 in Fürst Igor von Borodin), am Teatro Colón von Buenos Aires und an der Londoner Covent Garden Oper zu Gast, an der sie 1938 als Antrittsrolle die Chrysothemis in Elektra sang und 1938–39, 1947 mit dem Ensemble der Wiener Staatsoper und nochmals 1955 als Sieglinde und als Gutrune im Ring des Nibelungen auftrat. Große Beachtung fand sie in London 1938, als sie während einer Aufführung des Rosenkavaliers die Rolle der Marschallin für die plötzlich erkrankte Lotte Lehmann übernahm.
1937 und 1939 unternahm sie zusammen mit Marta Krasová, Henk Noort, Joel Berglund und Alexander Kipnis Konzerttourneen durch Nordamerika. Am 22. Juli 1946 sang sie die Titelrolle in der Uraufführung der Oper Niobe von Heinrich Sutermeister am Opernhaus Zürich.

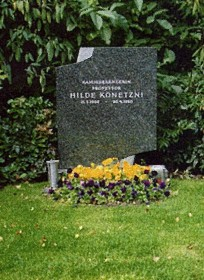
Grabstätte von Hilde Konetzni

Wie viele andere, stellte sich auch Konetzni 1938 nach dem Anschluss Österreichs der nationalsozialistischen Propaganda für den Wahlaufruf der Wiener Künstler zur „Volksabstimmung“ zur Verfügung.
Gastspiele führten Konetzni an die Grand opéra Paris (1936 als Donna Elvira im Don Giovanni, 1943 als Sieglinde, 1949 als Marschallin), ans Teatro Colón in Buenos Aires (1949), an das Théâtre de la Monnaie Brüssel (1950 und 1951), an die Oper von Antwerpen (1938), an das Opernhaus von Zürich (1938) und nach Amsterdam (1937 Titelrolle in Euryanthe von Weber).
Zu ihrem umfangreichen Bühnenrepertoire gehörten neben den bisher genannten Partien auch die Gräfin in Figaros Hochzeit, die Senta im Fliegenden Holländer, die Elsa im Lohengrin, die Titelrolle in Schumanns Genoveva. die Rezia im Oberon von Weber, in den Verdi-Opern die Elisabetta im Don Carlos, die Amelia im Maskenball und die Desdemona in Othello, die Margarete im Faust von Gounod, die Giulietta in Hoffmanns Erzählungen, die Marie in der Verkauften Braut, die Rosalinde in der Fledermaus und die Saffi im Zigeunerbaron.
Gegen Ende ihrer Karriere übernahm Konetzni dank ihrer schauspielerischen Begabung noch diverse Charakterrollen wie die Mary im Fliegenden Holländer, die Mother Goose in The Rake’s Progress von Strawinsky, die Kathinka in der Verkauften Braut, die Principessa in Suor Angelica von Puccini, die Garderobiere in Lulu von Berg und die Frau des Dorfrichters in Jenůfa von Janáček. Mit der Filipjewna in Eugen Onegin nahm sie in Wien Abschied von der Bühne.
Hilde Konetzni wurde in einem Ehrengrab der Stadt Wien auf dem Wiener Zentralfriedhof beigesetzt (Gruppe 32C, Nr. 45).

## Auszeichnungen
- 1939: Ernennung zur deutschen Kammersängerin anlässlich des 50. Geburtstages von Adolf Hitler
- 1946: Ernennung zur österreichischen Kammersängerin
- 1955: Verleihung der Ehrenmitgliedschaft der Wiener Staatsoper
- 1968: Mozartmedaille durch die Mozartgemeinde Wien[5]